# Маргіт Отто-Крепен
Маргіт Отто-Крепен (фр. Margit Otto-Crépin, 9 лютого 1945 — 19 квітня 2020) — французька вершниця.
Срібна призерка Олімпійських Ігор 1988 Індивідуальна виїздка року, учасниця 1984, 1992, 1996 років.
Чемпіонка Європи з виїздки 1987 року в індивідуальній виїздці, срібна призерка 1989 року в індивідуальній виїздці, бронзова призерка 1991 (обов'язкова виїздка), 1995 (командна виїздка) років.